# Штиглиц, Франце
Фра́нце Шти́глиц (словен. France Štiglic; 12 ноября 1919, Крань, Королевство Сербов, Хорватов и Словенцев, ныне Словения — 4 мая 1993, Любляна, Словения) — словенский режиссёр, сценарист и монтажёр.

## Биография
Окончил юридический факультет Люблянского университета, параллельно учился в художественной школе. Участник народно-освободительной борьбы с фашизмом в Югославии. По окончании Второй мировой войны работал журналистом. В документальном кино с 1945 года («Мстим и караем»). Был ассистентом режиссёра Абрама Роома на картине «В горах Югославии», ставшей школой режиссёрского мастерства для Штиглица. В 1948 году дебютировал в игровом кино («На своей земле»).

## Избранная фильмография

### Режиссёр
- 1945 — Мстим и караем /  (д/ф)
- 1946 — Молодёжь строит / Mladina gradi (д/ф)
- 1948 — На своей земле / Na svoji zemlji
- 1950 — Триест / Trst
- 1952 — Люди с Кайжарья / Svet na Kajžarju
- 1955 — Волчья ночь / Volčja noč
- 1956 — Долина мира / Dolina miru
- 1959 — Виза за золото / Viza na zloto
- 1960 — Девятый круг / Deveti krug
- 1961 — Баллада о трубе и облаке / Balada o trobenti in oblaku
- 1962 — Однажды в прекрасный день / Tistega lepega dne
- 1964 — Не плачь, Пётр / Ne joči, Peter
- 1965 — Амандус / Amandus
- 1969 — Экипаж «Синей Чайки» / Bratovscina Sinjega galeba (мини-сериал)
- 1972 — Всеобщая оборона в Белой Краине / SLO v Beli Krajini (д/ф)
- 1973 — Маленькие пастушки / Pastirci
- 1975 — Рассказ о добрых людях / Povest o dobrih ljudeh
- 1978 — Весенний праздник / Praznovanje pomladi
- 1983 — Весёлая свадьба / Veselo gostivanje

### Сценарист
- 1946 — Молодёжь строит / Mladina gradi (д/ф)
- 1956 — Долина мира / Dolina miru
- 1960 — Девятый круг / Deveti krug
- 1961 — Баллада о трубе и облаке / Balada o trobenti in oblaku
- 1962 — Однажды в прекрасный день / Tistega lepega dne
- 1964 — Не плачь, Пётр / Ne joči, Peter
- 1972 — Всеобщая оборона в Белой Краине / SLO v Beli Krajini (д/ф)
- 1973 — Маленькие пастушки / Pastirci
- 1975 — Рассказ о добрых людях / Povest o dobrih ljudeh

### Монтажёр
- 1952 — Люди с Кайжарья / Svet na Kajžarju
- 1972 — Всеобщая оборона в Белой Краине / SLO v Beli Krajini (д/ф)

## Награды
- 1957 — номинация на «Золотую пальмовую ветвь» 10-го Каннского кинофестиваля («Долина мира»)
- 1960 — номинация на «Золотую пальмовую ветвь» 13-го Каннского кинофестиваля («Девятый круг»)
- 1961 — номинация на «Оскар» за лучший фильм на иностранном языке («Девятый круг»)